# Октавіан Ґоґа
Ґоґа Октавіан (рум. Octavian Goga, *1 квітня 1881, Решинарі, поблизу Сібіу — †7 травня 1938, Чуча, поблизу Клужа) — румунський поет, драматург, академік, ультраправий політик, прем'єр-міністр Румунії з 28 грудня 1937 по 11 лютого 1938. Член Румунської Академії.

## Біографія

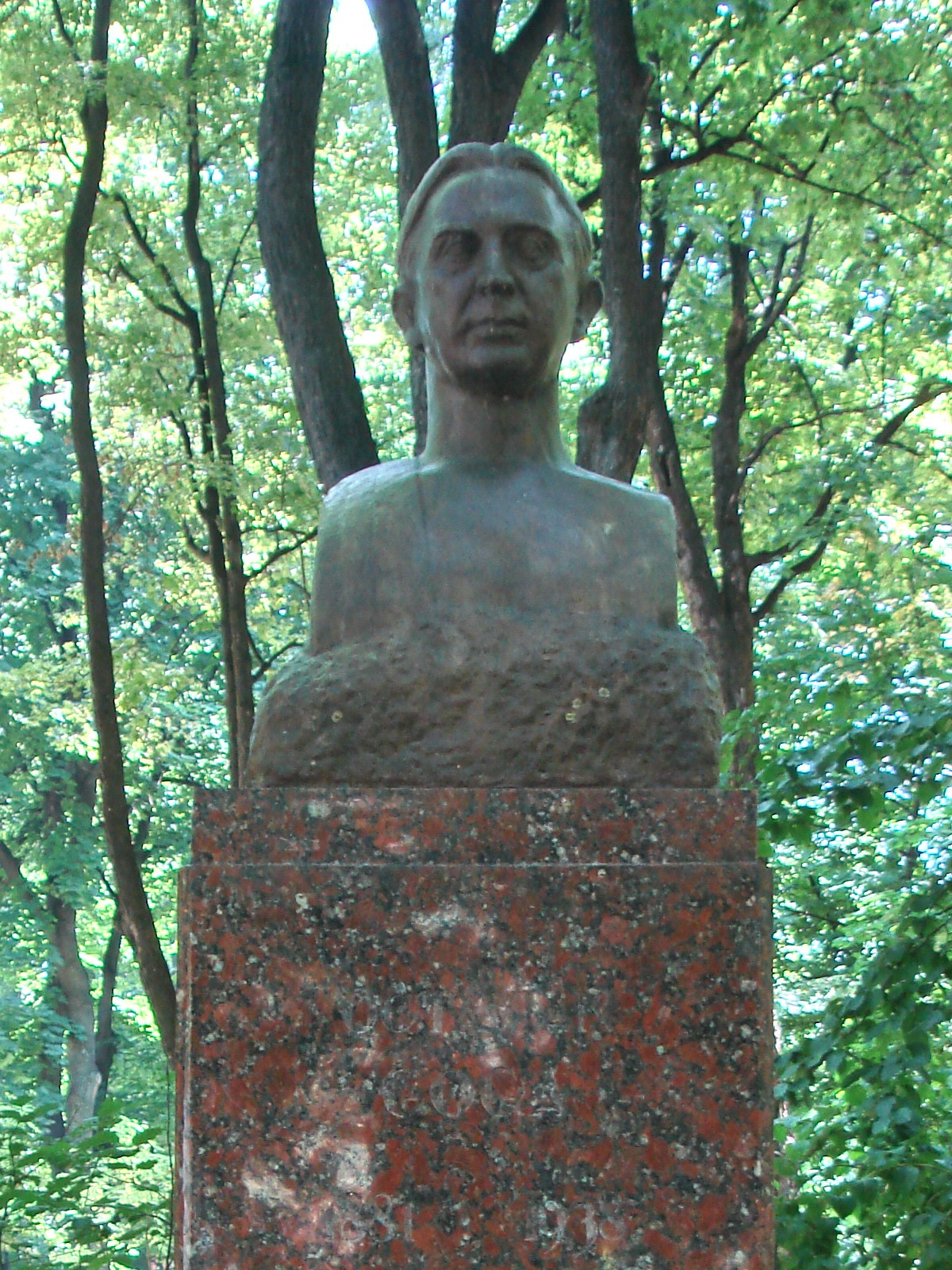
Погруддя в Алеї Класиків

Ґоґа Октавіан народився в селі Решинарі під Сібіу в Трансильванії. Закінчив Будапештський університет. Був активним учасником румунського націоналістичного руху в Трансильванії. Ще до Першої світової війни заарештовувався угорською владою. Кілька разів, до об'єднання Трансильванії з Румунією, переховувався в Румунії, де брав участь в літературному і політичному житті. У 1920 і 1926 Ґоґа займав посаду міністра мистецтв і міністра внутрішніх справ в уряді генерала А.Авереску. У 1935 очолив профашистську Націонал-християнську партію. У 1930-х брав участь в керівництві ряду румунських банків і монополій, через які був пов'язаний з іноземним капіталом. з 28 грудня 1937 по 11 лютого 1938 — прем'єр-міністр. Уряд Ґоґи, до складу якого як міністр входив Александру Куза, проводив націоналістичний профашистский курс з орієнтацією на гітлерівську Німеччину у зовнішній політиці. Ним був прийнятий ряд антисемітських законів, євреї були позбавлені румунського громадянства.
Після звільнення, оселився в своєму маєтку в Трансильванії, де і помер від крововиливу в мозок 7 травня 1938.